# 天主教阿拉戈伊尼亚斯教区
天主教阿拉戈伊尼亞斯教區（拉丁語：Dioecesis Alacunensis），是巴西一個天主教教區，包括巴伊亞州東北部二十五市，屬薩爾瓦多總教區。
教區成立於1974年10月28日，2010年有教友611,000人，佔總人口79.9%。有三十個堂區、司鐸五十人。現任教區主教為保祿·羅梅烏·丹塔斯·巴斯托斯。